# Kungsgårdsskolan

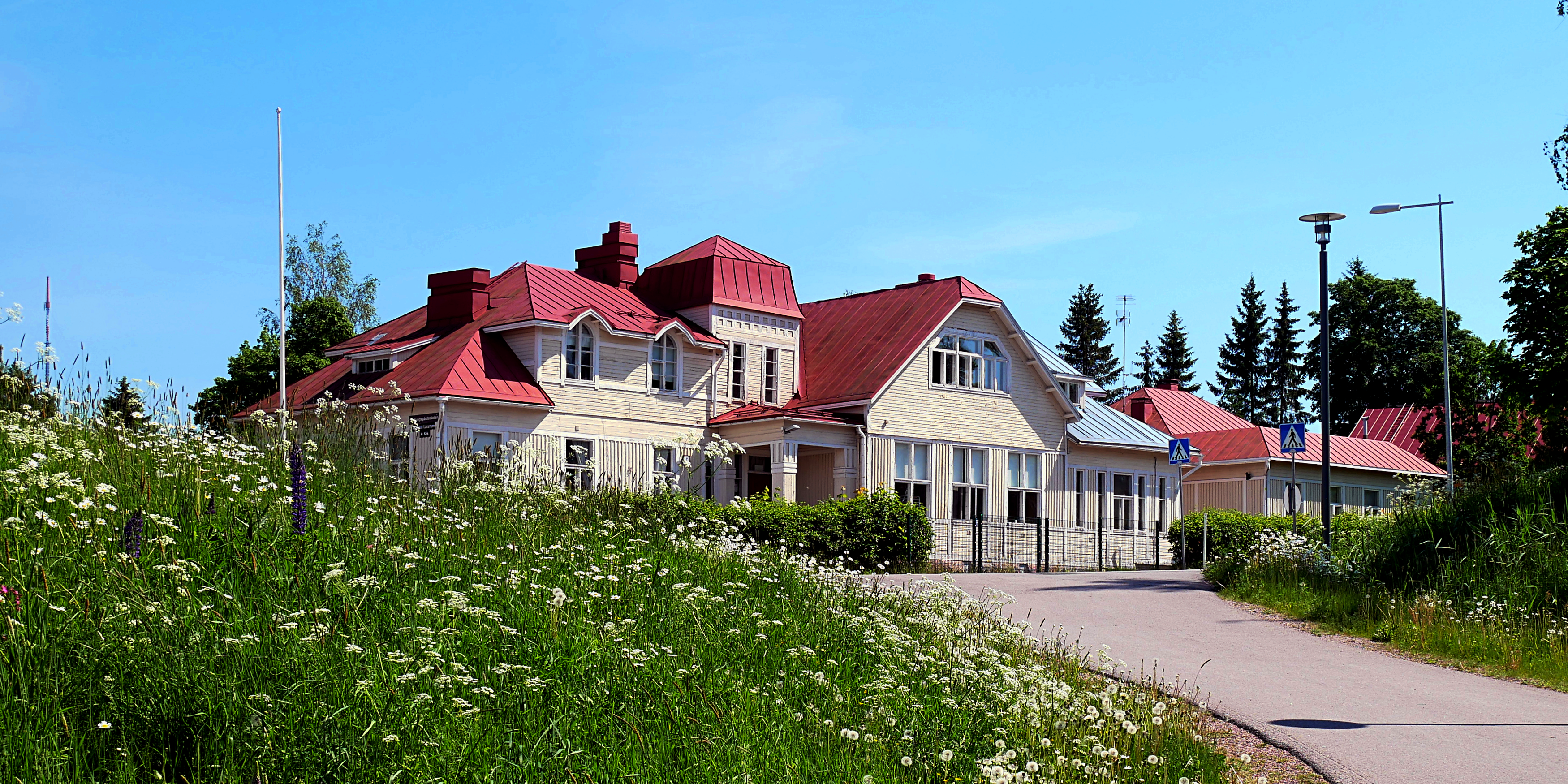
Kungsgårdsskolan år 2021.

Kungsgårdsskolan är en svenskspråkig skola i Köklax i Esbo i Finland. Skolan erbjuder undervisning för årskurserna 1–6.
Köklax svenska folkskola inledde sin verksamhet år 1906. Skolan fungerar i en skolbyggnad som byggdes 1910, ritad av Albert Nyberg. Byggnaden representerar jugendstil och arkitekturen är mångsidig. Skolan fick sitt nuvarande namn år 1977 då grundskolan infördes i Esbo. Namnet hänvisar till Esbo gård som var en kungsgård.
Enligt Esbo stads planer skulle den över 110 år gamla skolbyggnaden rivas och på tomten skulle det byggas en ny större skola som ska rymma 284 elever. Den nya detaljplanen slogs fast 2020 och byggnaden ska enligt planerna stå klar i maj 2022.
Den nya Kungsgårdsskolan byggs ändå på en annan tomt ett par hundra meter sydost, vid Juppliden, och den ska bli färdig hösten 2022. Den gamla byggnaden skall inte rivas.